# Крузебоом

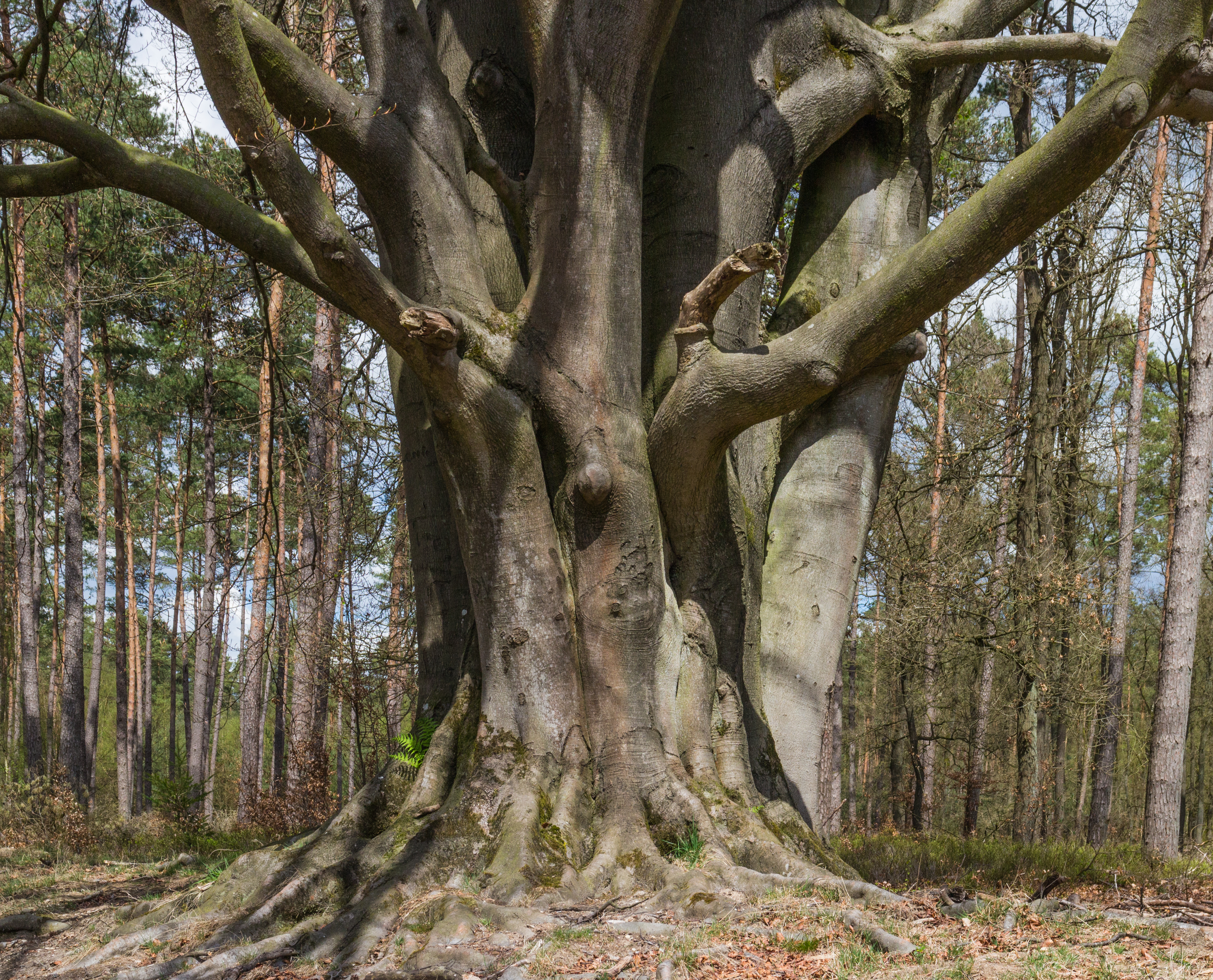
Крузебоом

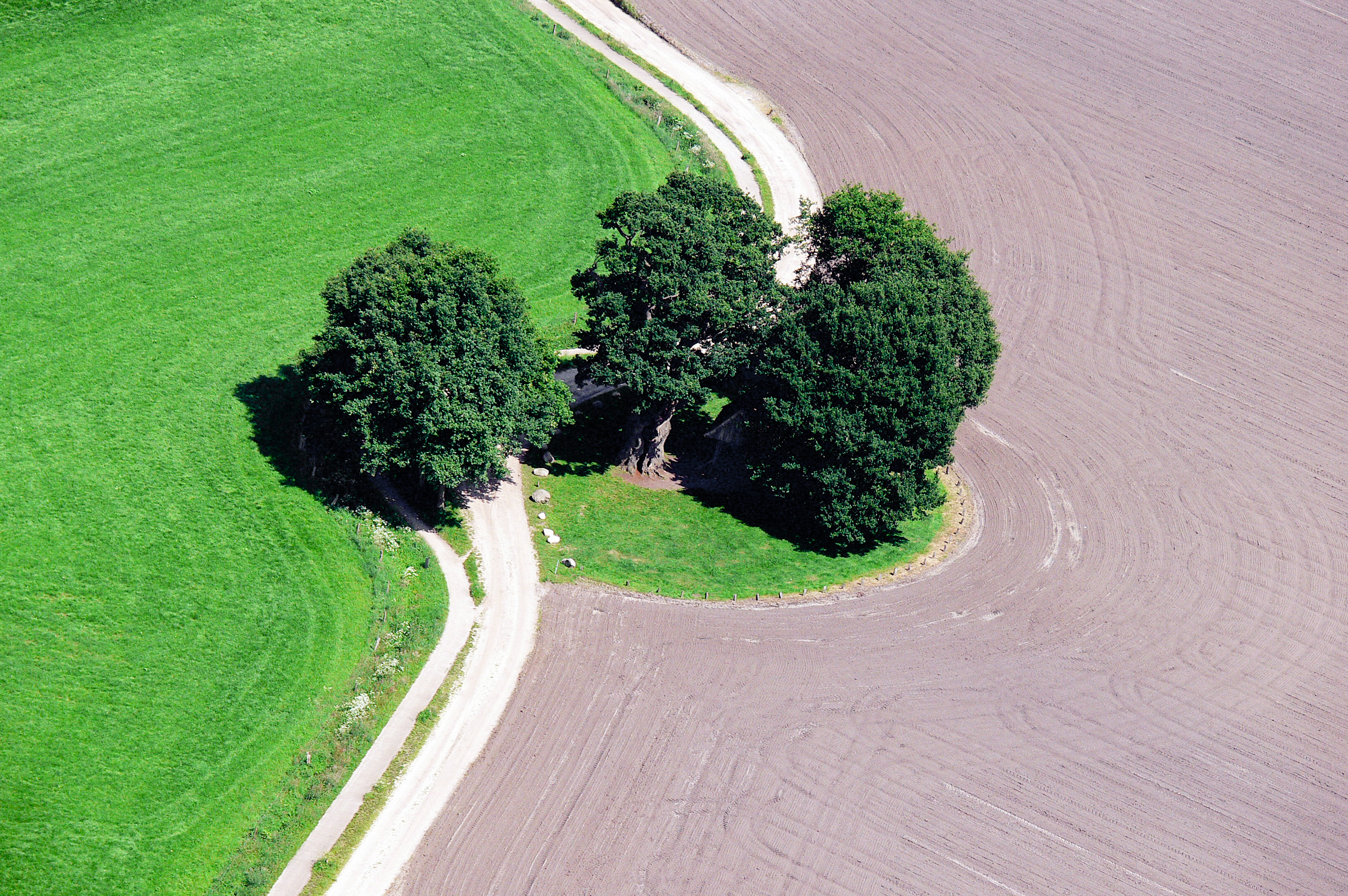
Крузебоом

Крузебоом (нід. Kroezeboom) — дерево, як правило дуб, що вказує кордон або перехрестя. 
На сході Нідерландів каміння або дерева часто використовувалися як кордон на полях. Крім того, це місце також вважалося святим. Крузебооми у Флерінгені (нід. Fleringen) та Руурло (нід. Ruurlo) є одними з найстаріших дерев у Нідерландах.